# Észak-Karolina zászlaja
A zászló a nemzeti színeket viseli. A csillag és az NC az államra utal (North Carolina). A két dátum az amerikai függetlenségi háború korának két fontos dokumentumát idézi, a mecklenburgi függetlenségi nyilatkozatot és a halifaxi határozatokat.